# Palaeochrysophanus wallentini
Palaeochrysophanus wallentini är en fjärilsart som beskrevs av Hirschke 1910. Palaeochrysophanus wallentini ingår i släktet Palaeochrysophanus och familjen juvelvingar. Inga underarter finns listade i Catalogue of Life.